# Ocnogyna arenosa
Ocnogyna arenosa är en fjärilsart som beskrevs av Thomas Joseph Witt 1980. Ocnogyna arenosa ingår i släktet Ocnogyna och familjen björnspinnare. Inga underarter finns listade i Catalogue of Life.